# Moldauische Männer-Handballnationalmannschaft
Die moldauische Männer-Handballnationalmannschaft repräsentiert den Handballverband der Republik Moldau als Auswahlmannschaft auf internationaler Ebene bei Länderspielen im Handball gegen Mannschaften anderer nationaler Verbände.

## Geschichte
Vorgängermannschaft war die sowjetische Männer-Handballnationalmannschaft. Der moldauische Handballverband, die Federația Moldovenească de Handbal (FMH) wurde 1992 gegründet und ist seit 1992 Mitglied in der Internationalen Handballföderation (IHF) und seit 1993 in der Europäischen Handballföderation (EHF). Für ein großes Turnier konnte sich die Auswahl bisher nicht qualifizieren.

## EHF Challenge Trophy
Moldau nahm an allen von der EHF ausgerichteten EHF Challenge Trophys teil.
1999 unterlag die Mannschaft nach fünf Siegen in der Vorrunde im Endspiel mit 20:21 nach Siebenmeterwerfen gegen Zypern. 2001 besiegte man Zypern im Spiel um Platz 3. 2003 verlor man in der Gruppenphase nur gegen Aserbaidschan, die man im folgenden Finale mit 32:19 schlagen konnte. 2005 gewann die Auswahl alle fünf Vorrundenspiele sowie das Finale gegen Aserbaidschan (29:27). 2007 unterlag man in der Gruppe dem späteren Sieger Georgien. 2009 war Georgien erneut in der Gruppenphase nicht zu schlagen. 2012 gewann man alle drei Vorrundenspiele und unterlag im Endspiel mit 28:30 gegen Färöer.

## IHF Emerging Nations Championship
Bei der vom Weltverband ausgerichteten IHF Emerging Nations Championship nahm Moldau bisher zweimal teil. Bei der ersten Austragung im Jahr 2015 besiegte man in der Vorrunde Irland und Malta und erreichte ein Unentschieden gegen China. Im Viertelfinale scheiterte man an Uruguay. Nach einem Sieg über Malta und einer Niederlage gegen Estland kam man auf den sechsten Rang.
Bei der zweiten Austragung 2017 erreichte die Auswahl nach einem Auftakterfolg über Armenien nach zwei Niederlagen gegen Färöer und China in der Platzierungsrunde mit drei Siegen den neunten Rang.

## Men’s IHF/EHF Trophy
An Stelle der IHF Emerging Nations Championship wurde im Jahr 2021 die Men’s IHF/EHF Trophy im georgischen Tiflis ausgetragen. Nach einer Niederlage gegen den Gastgeber (20:27) und einem Sieg über Aserbaidschan (28:16) verlor die Mannschaft das Halbfinale gegen Zypern (28:30). Im Spiel um Platz 3 unterlag man Bulgarien mit 25:26.